# 2018년 동계 올림픽 바이애슬론 여자 계주
2018년 동계 올림픽 바이애슬론의 여자 계주 4 x 6 km 종목은 2018년 2월 22일 평창군 알펜시아 크로스컨트리 센터에서 진행된다.

## 일정
모든 시간은 한국 시간 기준이다.
| 날짜     | 시간                  | 라운드 |
| -------- | --------------------- | ------ |
| 2월 22일 | 오후 8:15 ~ 오후 9:45 | 결선   |

## 결과
오후 8시 15분에 레이스가 시작되며, 4명의 선수가 6 km씩 도는 방식으로 치러진다.